# اولاش تونا آستپه
اولاش تونا آستپه (ترکی استانبولی: Ulaş Tuna Astepe؛ زادهٔ ۵ مهٔ ۱۹۸۸) بازیگر اهل ترکیه است. وی از سال ۲۰۰۸ میلادی تاکنون مشغول فعالیت بوده‌است.
از فیلم‌ها یا برنامه‌های تلویزیونی که وی در آن نقش داشته‌است می‌توان به کارادایی، تو بگو دریای سیاه اشاره کرد.